# Велоспорт на літніх Олімпійських іграх 2020 — кваліфікація
У змаганнях з велоспорту на літніх Олімпійських іграх 2020 зможуть взяти участь спортсменів (чоловіків і жінок), які змагатимуться за 22 комплекти нагород. Кожна країна може бути представлена не більше ніж -ма спортсменами (чоловіків і жінок).

## Правила кваліфікації

### Шосейні велоперегони
У шосейних велоперегонах зможуть взяти участь 197 спортсменів (130 чоловіків і 67 жінок). Кожна країна може бути представлена максимум 9-ма спортсменами (5 чоловіків і 4 жінки). Основним критерієм відбору стане Світовий рейтинг UCI, також частина ліцензій буде віддана найкращим країнам за підсумком континентальних першостей (за винятком Європи і Океанії). В індивідуальних гонках виступлять велогонщики, які відібрались для участі в груповій гонці. Олімпійські квоти, завойовані спортсменами на чемпіонаті світу дозволять країнам виставити в індивідуальних гонках по 2 велогонщики. Японія гарантовано отримає по дві квоти в чоловічих і жіночих змаганнях. У тому разі, якщо японські спортсмени зможуть вибороти путівки на Ігри через інші кваліфікаційні змагання, то ліцензії переходять до країн, які мають наступне місце за рейтингом за місцем, що дає право виставити одного спортсмена на Ігри  .

### Трекові велоперегони
У трекових велоперегонах зможуть взяти участь 189 спортсменів (98 чоловіків і 91 жінка). Єдиним критерієм відбору на Ігри стане світовий рейтинг UCI за 2018-2020 роки, який буде опублікований по завершенні чемпіонату світу 2020 року. В індивідуальних гонках НОК може отримати не більш як 2 велогонщики. Кожна країна може бути представлена максимум 15 спортсменами (8 чоловіків і 7 жінок). Трекові велоперегони стали єдиним видом велосипедної олімпійської програми, де збірній Японії, як країні-господарці, не було виділено гарантованої квоти.

### Маунтінбайк
У маунтінбайку зможуть взяти участь 76 спортсменів (38 чоловіків і 38 жінок). Більшість квот буде розподілено за результатами олімпійського кваліфікаційного рейтингу на 28 травня 2019 року. Решта путівок розподіляться на 3-х континентальних чемпіонатах (за винятком Європи і Океанії) і чемпіонаті світу. Кожна країна може бути представлена максимум 6 спортсменами (3 чоловіки і 3 жінки). Японія гарантовано отримає по одній квоті в чоловічих і жіночих змаганнях. У тому разі, якщо японські спортсмени зможуть вибороти путівки на Ігри через інші кваліфікаційні змагання, то ліцензії переходять до країн, які мають наступне місце за рейтингом за місцем, що дає право виставити одного спортсмена на Ігри.

### BMX
У змаганнях в BMX зможуть взяти участь 58 спортсменів (29 чоловіків і 29 жінок). В BMX-перегонах візьмуть участь 48 спортсменів (по 24 кожної статі), а в новій дисципліні BMX-фристайл - 18 спортсменів (по 9 кожної статі). Японія гарантовано отримає по одній квоті в чоловічих і жіночих змаганнях в кожній дисципліні. Більшість квот буде розподілено за результатами олімпійського кваліфікаційного рейтингу на 12 травня 2020 року в BMX-перегонах і 2 червня 2020 року в BMX-фрістайлі. Решта путівок розіграють в рамках чемпіонатів світу і за результатами індивідуального рейтингу BMX. Кожна країна може бути представлена максимум 10-ма спортсменами (5 чоловіків і 5 жінок). У тому разі, якщо японські спортсмени зможуть вибороти путівки на Ігри через інші кваліфікаційні змагання, то ліцензії переходять до країн, які мають наступне місце за рейтингом за місцем, що дає право виставити одного спортсмена на Ігри.

## Країни, що кваліфікувались
| Країна                  | Шосе     | Шосе     | Шосе  | Шосе  | Трек     | Трек     | Трек     | Трек     | Трек     | Трек     | Трек  | Трек  | Трек  | Трек  | Трек  | Трек  | MTB | MTB | BMX      | BMX      | BMX   | BMX   | Загалом | Загалом |
| Країна                  | Чоловіки | Чоловіки | Жінки | Жінки | Чоловіки | Чоловіки | Чоловіки | Чоловіки | Чоловіки | Чоловіки | Жінки | Жінки | Жінки | Жінки | Жінки | Жінки | M   | W   | Чоловіки | Чоловіки | Жінки | Жінки | Q       | R       |
| Країна                  | RR       | TT       | RR    | TT    | TS       | KE       | SP       | TP       | OM       | MD       | TS    | KE    | SP    | TP    | OM    | MD    | M   | W   | RC       | FR       | RC    | FR    | Q       | R       |
| ----------------------- | -------- | -------- | ----- | ----- | -------- | -------- | -------- | -------- | -------- | -------- | ----- | ----- | ----- | ----- | ----- | ----- | --- | --- | -------- | -------- | ----- | ----- | ------- | ------- |
| Алжир (ALG)             | 2        | 1        |       |       |          |          |          |          |          |          |       |       |       |       |       |       |     |     |          |          |       |       | 3       | 2       |
| Аргентина (ARG)         | 1        |          |       |       |          |          |          |          |          |          |       |       |       |       |       |       |     | 1   | 1        |          |       |       | 3       | 3       |
| Австралія (AUS)         | 4        | 2        | 4     | 2     | X        | 2        | 2        | X        | X        | X        | X     | 2     | 2     | X     | X     | X     | 1   | 1   | 1        | 1        | 2     |       | 37      | 29      |
| Австрія (AUT)           | 3        | 1        | 1     |       |          |          |          |          | X        | X        |       |       |       |       |       |       | 1   | 1   |          |          |       |       | 9       | 8       |
| Азербайджан (AZE)       | 1        |          |       |       |          |          |          |          |          |          |       |       |       |       |       |       |     |     |          |          |       |       | 1       | 1       |
| Білорусь (BLR)          | 1        |          | 1     | 1     |          |          |          |          | X        |          |       |       |       |       | X     |       |     |     |          |          |       |       | 5       | 4       |
| Бельгія (BEL)           | 5        | 2        | 3     | 1     |          |          |          |          | X        | X        |       |       |       |       | X     | X     | 1   | 1   |          |          | 1     |       | 18      | 15      |
| Бразилія (BRA)          | 1        |          |       |       |          |          |          |          |          |          |       |       |       |       |       |       | 2   | 1   | 1        |          | 1     |       | 5       | 5       |
| Буркіна-Фасо (BUR)      | 1        |          |       |       |          |          |          |          |          |          |       |       |       |       |       |       |     |     |          |          |       |       | 1       | 1       |
| Канада (CAN)            | 3        | 1        | 2     | 2     |          | 2        | 2        | X        |          | X        |       | 2     | 2     | X     | X     | X     | 1   | 2   | 1        |          | 1     |       | 26      | 23      |
| Чилі (CHI)              |          |          | 1     |       |          |          |          |          |          |          |       |       |       |       |       |       | 1   |     |          |          |       | 1     | 3       | 3       |
| Китай (CHN)             | 1        |          | 1     |       |          | 1        | 1        |          |          |          | X     | 2     | 2     |       |       |       | 1   | 1   |          |          |       |       | 11      | 7       |
| Колумбія (COL)          | 5        | 1        | 1     |       |          | 1        | 1        |          |          |          |       |       |       |       |       |       |     |     | 2        |          | 1     |       | 12      | 10      |
| Коста-Рика (CRC)        | 1        |          | 1     |       |          |          |          |          |          |          |       |       |       |       |       |       |     |     |          | 1        |       |       | 3       | 3       |
| Куба (CUB)              |          |          | 1     |       |          |          |          |          |          |          |       |       |       |       |       |       |     |     |          |          |       |       | 1       | 1       |
| Кіпр (CYP)              |          |          | 1     |       |          |          |          |          |          |          |       |       |       |       |       |       |     |     |          |          |       |       | 1       | 1       |
| Чехія (CZE)             | 3        | 1        | 1     |       |          | 1        | 1        |          |          |          |       |       |       |       |       |       | 1   | 1   |          |          |       |       | 9       | 7       |
| Данія (DEN)             | 4        | 1        | 2     | 1     |          |          |          | X        | X        | X        |       |       |       |       | X     | X     | 1   | 2   |          |          | 1     |       | 17      | 17      |
| Еквадор (ECU)           | 2        | 1        |       |       |          |          |          |          |          |          |       |       |       |       |       |       |     |     | 1        |          | 1     |       | 5       | 4       |
| Єгипет (EGY)            |          |          |       |       |          |          |          |          |          |          |       |       |       |       | X     |       |     |     |          |          |       |       | 1       | 1       |
| Еритрея (ERI)           | 2        | 1        | 1     |       |          |          |          |          |          |          |       |       |       |       |       |       |     |     |          |          |       |       | 4       | 3       |
| Естонія (EST)           | 2        | 2        |       |       |          |          |          |          |          |          |       |       |       |       |       |       |     | 1   |          |          |       |       | 5       | 3       |
| Ефіопія (ETH)           |          |          | 1     |       |          |          |          |          |          |          |       |       |       |       |       |       |     |     |          |          |       |       | 1       | 1       |
| Фінляндія (FIN)         |          |          | 1     |       |          |          |          |          |          |          |       |       |       |       |       |       |     |     |          |          |       |       | 1       | 1       |
| Франція (FRA)           | 5        | 1        | 1     | 1     | X        | 2        | 2        |          | X        | X        |       | 2     | 2     | X     | X     | X     | 2   | 2   | 3        | 1        | 2     | 1     | 33      | 29      |
| Німеччина (GER)         | 4        | 2        | 4     | 2     | X        | 2        | 2        | X        | X        | X        | X     | 2     | 2     | X     |       | X     | 2   | 2   |          |          | 1     | 1     | 33      | 28      |
| Велика Британія (GBR)   | 4        | 2        | 2     | 1     | X        | 2        | 2        | X        | X        | X        |       | 1     | 1     | X     | X     | X     | 1   | 1   | 1        | 1        | 1     | 1     | 28      | 26      |
| Греція (GRE)            | 1        |          |       |       |          |          |          |          | X        |          |       |       |       |       |       |       | 1   |     |          |          |       |       | 3       | 3       |
| Гватемала (GUA)         | 1        |          |       |       |          |          |          |          |          |          |       |       |       |       |       |       |     |     |          |          |       |       | 1       | 1       |
| Гонконг (HKG)           | 1        |          |       |       |          |          |          |          |          |          |       | 2     | 2     |       | X     | X     |     |     |          |          |       |       | 7       | 5       |
| Угорщина (HUN)          | 1        |          |       |       |          |          |          |          |          |          |       |       |       |       |       |       | 1   | 1   |          |          |       |       | 3       | 3       |
| Іран (IRI)              | 1        | 1        |       |       |          |          |          |          |          |          |       |       |       |       |       |       |     |     |          |          |       |       | 2       | 1       |
| Ірландія (IRL)          | 3        | 1        |       |       |          |          |          |          | X        | X        |       |       |       |       | X     | X     |     |     |          |          |       |       | 8       | 7       |
| Ізраїль (ISR)           |          |          | 1     | 1     |          |          |          |          |          |          |       |       |       |       |       |       | 1   |     |          |          |       |       | 3       | 2       |
| Італія (ITA)            | 5        | 2        | 4     | 1     |          |          |          | X        | X        | X        |       |       |       | X     | X     | X     | 3   | 1   | 1        |          |       |       | 23      | 24      |
| Японія (JPN)            | 2        |          | 2     | 1     |          | 2        | 2        |          | X        |          |       | 1     | 1     |       | X     | X     | 1   | 1   | 1        | 1        | 1     | 1     | 20      | 16      |
| Казахстан (KAZ)         | 3        | 1        |       |       |          | 1        | 1        |          | X        |          |       |       |       |       |       |       |     |     |          |          |       |       | 7       | 5       |
| Латвія (LAT)            | 2        |          |       |       |          |          |          |          |          |          |       |       |       |       |       |       |     |     | 1        |          | 1     |       | 4       | 4       |
| Литва (LTU)             | 1        |          | 1     |       |          |          |          |          |          |          | X     | 2     | 2     |       |       |       |     |     |          |          |       |       | 7       | 4       |
| Люксембург (LUX)        | 2        |          | 1     | 1     |          |          |          |          |          |          |       |       |       |       |       |       |     |     |          |          |       |       | 4       | 3       |
| Малайзія (MAS)          |          |          |       |       |          | 2        | 2        |          |          |          |       |       |       |       |       |       |     |     |          |          |       |       | 4       | 2       |
| Мексика (MEX)           | 1        |          | 1     |       |          |          |          |          |          |          | X     | 2     | 2     |       | X     |       | 1   | 1   |          |          |       |       | 10      | 7       |
| Марокко (MAR)           | 1        |          |       |       |          |          |          |          |          |          |       |       |       |       |       |       |     |     |          |          |       |       | 1       | 1       |
| Намібія (NAM)           | 1        |          | 1     |       |          |          |          |          |          |          |       |       |       |       |       |       | 1   | 1   |          |          |       |       | 4       | 4       |
| Нідерланди (NED)        | 5        | 1        | 4     | 2     | X        | 2        | 2        |          | X        | X        | X     | 2     | 2     |       | X     | X     | 2   | 2   | 3        |          | 3     |       | 36      | 28      |
| Нова Зеландія (NZL)     | 2        | 2        |       |       | X        | 2        | 2        | X        | X        | X        |       | 2     | 2     | X     | X     | X     | 1   |     |          |          | 1     |       | 21      | 19      |
| Норвегія (NOR)          | 4        | 1        | 2     | 1     |          |          |          |          |          |          |       |       |       |       | X     |       | 1   |     | 1        |          |       |       | 11      | 9       |
| Панама (PAN)            | 1        |          |       |       |          |          |          |          |          |          |       |       |       |       |       |       |     |     |          |          |       |       | 1       | 1       |
| Парагвай (PAR)          |          |          | 1     |       |          |          |          |          |          |          |       |       |       |       |       |       |     |     |          |          |       |       | 1       | 1       |
| Перу (PER)              | 1        |          |       |       |          |          |          |          |          |          |       |       |       |       |       |       |     |     |          |          |       |       | 1       | 1       |
| Польща (POL)            | 3        | 1        | 2     | 1     | X        | 2        | 2        |          | X        | X        | X     | 2     | 2     |       | X     | X     | 1   | 1   |          |          |       |       | 23      | 16      |
| Португалія (POR)        | 2        | 2        |       |       |          |          |          |          |          |          |       |       |       |       | X     |       |     | 1   |          |          |       |       | 6       | 4       |
| Збірна біженців (ROT)   |          | 1        |       | 1     |          |          |          |          |          |          |       |       |       |       |       |       |     |     |          |          |       |       | 2       | 2       |
| Румунія (ROU)           | 1        |          |       |       |          |          |          |          |          |          |       |       |       |       |       |       | 1   |     |          |          |       |       | 2       | 2       |
| Росія (RUS)             | 3        | 1        | 1     |       | X        | 2        | 2        |          |          |          | X     | 2     | 2     |       | X     | X     | 1   | 1   | 1        | 1        | 2     | 1     | 24      | 18      |
| Руанда (RWA)            | 1        |          |       |       |          |          |          |          |          |          |       |       |       |       |       |       |     |     |          |          |       |       | 1       | 1       |
| Словаччина (SVK)        | 2        | 1        |       |       |          |          |          |          |          |          |       |       |       |       |       |       |     |     |          |          |       |       | 3       | 2       |
| Словенія (SLO)          | 4        | 1        | 1     |       |          |          |          |          |          |          |       |       |       |       |       |       |     | 1   |          |          |       |       | 7       | 6       |
| ПАР (RSA)               | 3        | 1        | 2     | 1     |          | 1        | 1        |          | X        |          |       | 1     | 1     |       |       |       | 1   | 1   | 1        |          |       |       | 15      | 11      |
| Південна Корея (KOR)    |          |          | 1     |       |          |          |          |          |          |          |       | 1     | 1     |       |       |       |     |     |          |          |       |       | 3       | 2       |
| Іспанія (ESP)           | 5        | 1        | 2     | 1     |          |          |          |          | X        | X        |       |       |       |       |       |       | 2   | 1   |          |          |       |       | 14      | 12      |
| Суринам (SUR)           |          |          |       |       |          | 1        | 1        |          |          |          |       |       |       |       |       |       |     |     |          |          |       |       | 2       | 1       |
| Швеція (SWE)            | 1        |          | 1     | 1     |          |          |          |          |          |          |       |       |       |       |       |       |     | 1   |          |          |       |       | 4       | 3       |
| Швейцарія (SUI)         | 4        | 2        | 1     | 1     |          |          |          | X        | X        | X        |       |       |       |       |       |       | 3   | 3   | 2        |          | 1     | 1     | 21      | 20      |
| Китайський Тайбей (TPE) | 1        |          |       |       |          |          |          |          |          |          |       |       |       |       |       |       |     |     |          |          |       |       | 1       | 1       |
| Таїланд (THA)           |          |          | 1     |       |          |          |          |          |          |          |       |       |       |       |       |       |     |     |          |          |       |       | 1       | 1       |
| Тринідад і Тобаго (TTO) |          |          | 1     |       |          | 2        | 2        |          |          |          |       |       |       |       |       |       |     |     |          |          |       |       | 5       | 3       |
| Туреччина (TUR)         | 2        |          |       |       |          |          |          |          |          |          |       |       |       |       |       |       |     |     |          |          |       |       | 2       | 2       |
| Україна (UKR)           | 1        |          | 1     |       |          |          |          |          |          |          |       | 1     | 1     |       |       |       |     | 1   |          |          |       |       | 5       | 4       |
| США (USA)               | 2        | 2        | 4     | 2     |          |          |          |          | X        | X        |       | 1     | 1     | X     | X     | X     | 1   | 3   | 2        | 2        | 3     | 2     | 30      | 27      |
| Узбекистан (UZB)        | 1        |          | 1     |       |          |          |          |          |          |          |       |       |       |       |       |       |     |     |          |          |       |       | 2       | 2       |
| Венесуела (VEN)         | 1        |          |       |       |          |          |          |          |          |          |       |       |       |       |       |       |     |     |          | 1        |       |       | 2       | 2       |
| Загалом: 72 НОК         | 130      | 41       | 67    | 26    | 8        | 30       | 30       | 8        | 20       | 16       | 8     | 30    | 30    | 8     | 21    | 16    | 38  | 38  | 24       | 9        | 24    | 9     | 631     | 530     |

Legend
- TS – Командний спринт
- KE – Кейрін
- SP – Спринт
- TP – Командне переслідування
- OM – Омніум
- MD – Медісон
- RR – Групова гонка
- TT – Роздільна гонка
- RC – Гонка
- FR – Фрістайл
- Q – Квоти
- R – Гонщики

## Розклад
| Турнір | Дата                       | Місце            |
| Шосе | Шосе                       | Шосе             |
| --- | -------------------------- | ---------------- |
| Чемпіонат Африки 2019                                                                                             | 15–20 березня 2019         | Ефіопія          |
| Чемпіонат Азії 2019                                                                                               | 27–28 квітня 2019          | Ташкент          |
| Чемпіонат Панамерики 2019                                                                                         | 2–5 травня 2019            | Мексика          |
| Чемпіонат світу з шосейних велогонок 2019                                                                         | 22–29 вересня 2019         | Гаррогейт        |
| Світовий рейтинг UCI за країнами                                                                                  | 22 жовтня 2019             | Н/Д              |
| Трек |                            |                  |
| Олімпійський рейтинг UCI на треку 2018–2020 (станом на кінець чемпіонату світу UCI з велоперегонів на треку 2020) | 2 березня 2020             | Н/Д              |
| Маунтінбайк |                            |                  |
| Чемпіонат Панамерики 2019                                                                                         | 3–7 квітня 2019            | Агуаскальєнтес   |
| Чемпіонат Африки 2019                                                                                             | 12–14 квітня 2019          | Віндгук          |
| Чемпіонат Азії 2019                                                                                               | 25–28 липня 2019           | Kfardebian       |
| Чемпіонат світу з маунтінбайку 2019                                                                               | 28 серпня – 1 вересня 2019 | Mont-Sainte-Anne |
| Олімпійський кваліфікаційний рейтинг UCI                                                                          | 18 травня 2021             | Н/Д              |
| BMX |                            |                  |
| Чемпіонат світу з міського велоспорту 2019                                                                        | 6–10 листопада 2019        | Ченду            |
| Світовий рейтинг UCI (BMX-гонка)                                                                                  | 1 червня 2021              | Н/Д              |
| Світовий рейтинг UCI за країнами (BMX-гонка)                                                                      | 1 червня 2021              | Н/Д              |
| Світовий рейтинг UCI за країнами (BMX-фрістайл)                                                                   | 8 червня 2021              | Н/Д              |

## Велоперегони на шосе

### Чоловіча гонка на шосе
| Дисципліна                       | Місця за країною | Кваліфікувались | Квот на країну |
| -------------------------------- | ---------------- | --- | -------------- |
| Країна-господарка                | Н/Д              | Японія (JPN) | 1              |
| Світовий рейтинг UCI             | 3 1-го по 6-те   | Бельгія (BEL) Італія (ITA) Нідерланди (NED) Франція (FRA) Колумбія (COL) Іспанія (ESP) | 5              |
| Світовий рейтинг UCI             | 3 7-го по 13-те  | Словенія (SLO) Німеччина (GER) Австралія (AUS) Данія (DEN) Велика Британія (GBR) Норвегія (NOR) Швейцарія (SUI) | 4              |
| Світовий рейтинг UCI             | 3 14-го по 21-те | Австрія (AUT) Польща (POL) Ірландія (IRL) Росія (RUS) ПАР (RSA) Казахстан (KAZ) Канада (CAN) Чехія (CZE) | 3              |
| Світовий рейтинг UCI             | 3 22-го по 32-те | Еквадор (ECU) Португалія (POR) Словаччина (SVK) Еритрея (ERI) США (USA) Нова Зеландія (NZL) Естонія (EST) Алжир (ALG) Люксембург (LUX) Латвія (LAT) Туреччина (TUR)                                                                                             | 2              |
| Світовий рейтинг UCI             | 3 33-го по 50-те | Білорусь (BLR) Україна (UKR) Коста-Рика (CRC) Греція (GRE) Румунія (ROM) Іран (IRI) Швеція (SWE) Угорщина (HUN) Венесуела (VEN) Японія (JPN) Марокко (MAR) Азербайджан (AZE) Литва (LTU) Руанда (RWA) Мексика (MEX) Гватемала (GUA) Аргентина (ARG) Китай (CHN) | 1              |
| Чемпіонат Африки 2019            | 3 1-го по 2-те   | Намібія (NAM) Буркіна-Фасо (BUR) | 1              |
| Чемпіонат Азії 2019              | 3 1-го по 2-те   | Китайський Тайбей (TPE) Узбекистан (UZB) | 1              |
| Панамериканський чемпіонат 2019  | 3 1-го по 2-те   | Перу (PER) Панама (PAN) | 1              |
| Перерозподіл невикористаних квот | Н/Д              | Гонконг (HKG) | 1              |
| Загалом                          |                  | | 130            |

### чоловіча роздільна гонка
| Дисципліна                                | Місця за країною | Кваліфікувались | Квот на країну |
| ----------------------------------------- | ---------------- | --- | -------------- |
| Світовий рейтинг UCI                      | 3 1-го по 30-те  | Бельгія (BEL) Італія (ITA) Нідерланди (NED) Франція (FRA) Колумбія (COL) Іспанія (ESP) Словенія (SLO) Німеччина (GER) Австралія (AUS) Данія (DEN) Велика Британія (GBR) Норвегія (NOR) Швейцарія (SUI) Австрія (AUT) Польща (POL) Ірландія (IRL) Росія (RUS) ПАР (RSA) Казахстан (KAZ) Канада (CAN) Чехія (CZE) Еквадор (ECU) Португалія (POR) Словаччина (SVK) Еритрея (ERI) США (USA) Нова Зеландія (NZL) Естонія (EST) Алжир (ALG) Іран (IRI)** | 1              |
| Чемпіонат світу з шосейних велогонок 2019 | 3 1-го по 10-те  | Австралія (AUS) Бельгія (BEL) Італія (ITA) Нова Зеландія (NZL) Велика Британія (GBR) США (USA) Естонія (EST) Португалія (POR) Німеччина (GER) Швейцарія (SUI) | 1              |
| Запрошення                                | 1                | Ahmad Wais (EOR) | 1              |
| Загалом                                   |                  | | 41             |

** Qualified as a continental representative

### Жіноча гонка на шосе
| Дисципліна                      | Місця за країною      | Кваліфікувались | Квот на країну |
| ------------------------------- | --------------------- | --- | -------------- |
| Країна-господарка               | Н/Д                   | Японія (JPN) | 1              |
| Світовий рейтинг UCI            | 3 1-го по 5-те        | Нідерланди (NED) Італія (ITA) Німеччина (GER) США (USA) Австралія (AUS) | 4              |
| Світовий рейтинг UCI            | 3 6-го по 13-те       | Бельгія (BEL) | 3              |
| Світовий рейтинг UCI            | 3 6-го по 13-те       | Данія (DEN) Канада (CAN) Польща (POL) Іспанія (ESP) Велика Британія (GBR) Норвегія (NOR) ПАР (RSA) | 2*             |
| Світовий рейтинг UCI            | 3 14-го по 22-те      | Люксембург (LUX) Франція (FRA) Куба (CUB) Мексика (MEX) Швейцарія (SUI) Словенія (SLO) Білорусь (BLR) Японія (JPN) Росія (RUS) | 1*             |
| Світовий рейтинг UCI            | Індивідуальні top 100 | Узбекистан (UZB) Таїланд (THA) Тринідад і Тобаго (TTO) Ізраїль (ISR) Фінляндія (FIN) Кіпр (CYP) Китай (CHN) Австрія (AUT) Швеція (SWE) Колумбія (COL) Україна (UKR) Чилі (CHI) Коста-Рика (CRC) Чехія (CZE) Литва (LTU) Намібія (NAM) Еритрея (ERI) | 1              |
| Чемпіонат Африки 2019           | 1                     | Ефіопія (ETH) | 1              |
| Чемпіонат Азії 2019             | 1                     | Південна Корея (KOR) | 1              |
| Панамериканський чемпіонат 2019 | 1                     | Парагвай (PAR) | 1              |
| Загалом                         |                       | | 67             |

### жіноча роздільна гонка
| Дисципліна                                | Місця за країною | Кваліфікувались | Квот на країну |
| ----------------------------------------- | ---------------- | --- | -------------- |
| Світовий рейтинг UCI                      | 3 1-го по 15-те  | Нідерланди (NED) Італія (ITA) Німеччина (GER) США (USA) Австралія (AUS) Бельгія (BEL) Данія (DEN) Канада (CAN) Польща (POL) Іспанія (ESP) Велика Британія (GBR) Норвегія (NOR) ПАР (RSA) Люксембург (LUX) Японія (JPN)** | 1              |
| Чемпіонат світу з шосейних велогонок 2019 | 3 1-го по 10-те  | США (USA) Нідерланди (NED) Німеччина (GER) Швейцарія (SUI) Білорусь (BLR) Австралія (AUS) Канада (CAN) Ізраїль (ISR) Швеція (SWE) Франція (FRA)                                                                          | 1              |
| Запрошення                                | 1                | Masomah Ali Zada (EOR) | 1              |
| Загалом                                   |                  | | 26             |

## Велоперегони на треку

### командний спринт (чоловіки)
| Дисципліна                              | Місця за країною | НОК, що кваліфікувався | Команд на NOC |
| --------------------------------------- | ---------------- | --- | ------------- |
| Олімпійський трековий рейтинг 2018–2020 | 3 1-го по 8-те   | Австралія (AUS) Франція (FRA) Німеччина (GER) Велика Британія (GBR) Нідерланди (NED) Нова Зеландія (NZL) Польща (POL) Росія (RUS) | 1             |
| Загалом                                 |                  | | 8             |

### спринт (чоловіки)
| Дисципліна                                 | Місця за країною | НОК, що кваліфікувався | Квот на країну |
| ------------------------------------------ | ---------------- | --- | -------------- |
| НОК, що кваліфікувались у командний спринт | —                | Австралія (AUS) Франція (FRA) Німеччина (GER) Велика Британія (GBR) Нідерланди (NED) Нова Зеландія (NZL) Польща (POL) Росія (RUS) | щонайбільше 2  |
| Олімпійський трековий рейтинг 2018–2020    | 3 1-го по 7-те   | Канада (CAN) Китай (CHN) Японія (JPN) Малайзія (MAS) ПАР (RSA)* Суринам (SUR) Тринідад і Тобаго (TTO)                             | 1              |
| НОК, що кваліфікувались у кейрін           | —                | Канада (CAN) Колумбія (COL) Чехія (CZE) Японія (JPN) Казахстан (KAZ) Малайзія (MAS) Тринідад і Тобаго (TTO)                       | 1              |
| Загалом                                    |                  | | 30             |

### кейрін (чоловіки)
| Дисципліна                                 | Місця за країною | НОК, що кваліфікувався | Квот на країну |
| ------------------------------------------ | ---------------- | --- | -------------- |
| НОК, що кваліфікувались у командний спринт | —                | Австралія (AUS) Франція (FRA) Німеччина (GER) Велика Британія (GBR) Нідерланди (NED) Нова Зеландія (NZL) Польща (POL) Росія (RUS) | up to 2        |
| Олімпійський трековий рейтинг 2018–2020    | 3 1-го по 7-те   | Канада (CAN) Колумбія (COL) Чехія (CZE) Японія (JPN) Казахстан (KAZ) Малайзія (MAS) Тринідад і Тобаго (TTO)                       | 1              |
| НОК, що кваліфікувались у спринт           | —                | Канада (CAN) Китай (CHN) Японія (JPN) Малайзія (MAS) ПАР (RSA) Суринам (SUR) Тринідад і Тобаго (TTO)                              | 1              |
| Загалом                                    |                  | | 30             |

### командна гонка переслідування (чоловіки)
| Дисципліна                              | Місця за країною | НОК, що кваліфікувався | Команд на НОК |
| --------------------------------------- | ---------------- | --- | ------------- |
| Олімпійський трековий рейтинг 2018–2020 | 3 1-го по 8-те   | Австралія (AUS) Канада (CAN) Данія (DEN) Німеччина (GER) Велика Британія (GBR) Італія (ITA) Нова Зеландія (NZL) Швейцарія (SUI) | 1             |
| Загалом                                 |                  | | 8             |

### Медісон (чоловіки)
| Дисципліна                                        | Місця за країною | НОК, що кваліфікувався | Квот на країну |
| ------------------------------------------------- | ---------------- | --- | -------------- |
| НОК, що кваліфікувались у командне переслідування | —                | Австралія (AUS) Канада (CAN) Данія (DEN) Німеччина (GER) Велика Британія (GBR) Італія (ITA) Нова Зеландія (NZL) Швейцарія (SUI) | 1              |
| Олімпійський трековий рейтинг 2018–2020           | 3 1-го по 8-те   | Австрія (AUT) Бельгія (BEL) Іспанія (ESP) Франція (FRA) Ірландія (IRL) Польща (POL) Нідерланди (NED) США (USA)                  | 1              |
| Загалом                                           |                  | | 16             |

### омніум (чоловіки)
| Дисципліна                                      | Місця за країною | НОК, що кваліфікувався | Квот на країну |
| ----------------------------------------------- | ---------------- | --- | -------------- |
| НОК, що безпосередньо кваліфікувались у медісон | —                | Австрія (AUT) Бельгія (BEL) Іспанія (ESP) Франція (FRA) Ірландія (IRL) Польща (POL) Нідерланди (NED) США (USA)                                                                         | 1              |
| Олімпійський трековий рейтинг 2018–2020         | 3 1-го по 12-те  | Австралія (AUS) Білорусь (BLR) Данія (DEN) Німеччина (GER) Велика Британія (GBR) Греція (GRE) Італія (ITA) Японія (JPN) Казахстан (KAZ) Нова Зеландія (NZL) ПАР (RSA)* Швейцарія (SUI) | 1              |
| Загалом                                         |                  | | 20             |

### командний спринт (жінки)
| Дисципліна                              | Місця за країною | НОК, що кваліфікувався                                                                                          | Команд на НОК |
| --------------------------------------- | ---------------- | --- | ------------- |
| Олімпійський трековий рейтинг 2018–2020 | 3 1-го по 8-те   | Австралія (AUS) Китай (CHN) Німеччина (GER) Литва (LTU) Мексика (MEX) Нідерланди (NED) Польща (POL) Росія (RUS) | 1             |
| Загалом                                 |                  | | 8             |

### спринт (жінки)
| Дисципліна                                 | Місця за країною | НОК, що кваліфікувався                                                                                          | Квот на країну |
| ------------------------------------------ | ---------------- | --- | -------------- |
| НОК, що кваліфікувались у командний спринт | —                | Австралія (AUS) Китай (CHN) Німеччина (GER) Литва (LTU) Мексика (MEX) Нідерланди (NED) Польща (POL) Росія (RUS) | up to 2        |
| Олімпійський трековий рейтинг 2018–2020    | 3 1-го по 7-те   | Канада (CAN) Франція (FRA) Велика Британія (GBR) Гонконг (HKG) Нова Зеландія (NZL) ПАР (RSA)* Україна (UKR)     | 1              |
| НОК, що кваліфікувались у кейрін           | —                | Канада (CAN) Франція (FRA) Гонконг (HKG) Японія (JPN) Нова Зеландія (NZL) Південна Корея (KOR) США (USA)        | 1              |
| Загалом                                    |                  | | 30             |

### кейрін (жінки)
| Дисципліна                                 | Місця за країною | НОК, що кваліфікувався                                                                                          | Квот на країну |
| ------------------------------------------ | ---------------- | --- | -------------- |
| НОК, що кваліфікувались у командний спринт | —                | Австралія (AUS) Китай (CHN) Німеччина (GER) Литва (LTU) Мексика (MEX) Нідерланди (NED) Польща (POL) Росія (RUS) | up to 2        |
| Олімпійський трековий рейтинг 2018–2020    | 3 1-го по 7-те   | Канада (CAN) Франція (FRA) Гонконг (HKG) Японія (JPN) Нова Зеландія (NZL) Південна Корея (KOR) США (USA)        | 1              |
| HOKs qualified for sprint                  | —                | Канада (CAN) Франція (FRA) Велика Британія (GBR) Гонконг (HKG) Нова Зеландія (NZL) ПАР (RSA) Україна (UKR)      | 1              |
| Загалом                                    |                  | | 30             |

### командна гонка переслідування (жінки)
| Дисципліна                              | Місця за країною | НОК, що кваліфікувався | Команд на НОК |
| --------------------------------------- | ---------------- | --- | ------------- |
| Олімпійський трековий рейтинг 2018–2020 | 3 1-го по 8-те   | Австралія (AUS) Канада (CAN) Франція (FRA) Німеччина (GER) Велика Британія (GBR) Італія (ITA) Нова Зеландія (NZL) США (USA) | 1             |
| Загалом                                 |                  | | 8             |

### Медісон (жінки)
| Дисципліна                                        | Місця за країною | НОК, що кваліфікувався | Квот на країну |
| ------------------------------------------------- | ---------------- | --- | -------------- |
| НОК, що кваліфікувались у командне переслідування | —                | Австралія (AUS) Канада (CAN) Франція (FRA) Німеччина (GER) Велика Британія (GBR) Італія (ITA) Нова Зеландія (NZL) США (USA) | 1              |
| Олімпійський трековий рейтинг 2018–2020           | 3 1-го по 8-те   | Бельгія (BEL) Данія (DEN) Гонконг (HKG) Ірландія (IRL) Японія (JPN) Нідерланди (NED) Польща (POL) Росія (RUS)               | 1              |
| Загалом                                           |                  | | 16             |

### омніум (жінки)
| Дисципліна                              | Місця за країною | НОК, що кваліфікувався | Квот на країну |
| --------------------------------------- | ---------------- | --- | -------------- |
| HOKs qualified for Madison              | —                | Бельгія (BEL) Данія (DEN) Гонконг (HKG) Ірландія (IRL) Японія (JPN) Нідерланди (NED) Польща (POL) Росія (RUS)                                                                                      | 1              |
| Олімпійський трековий рейтинг 2018–2020 | 3 1-го по 13-те  | Австралія (AUS) Білорусь (BLR) Канада (CAN) Китай (CHN) Єгипет (EGY)* Франція (FRA) Велика Британія (GBR) Італія (ITA) Мексика (MEX) Нова Зеландія (NZL) Норвегія (NOR) Португалія (POR) США (USA) | 1              |
| Загалом                                 |                  | | 21             |

## Маунтінбайк

### маунтінбайк (чоловіки)
| Дисципліна                                     | Місця за країною | Кваліфікувались | Квот на країну |
| ---------------------------------------------- | ---------------- | --- | -------------- |
| Країна-господарка                              | Н/Д              | Японія (JPN) | 1              |
| Олімпійський кваліфікаційний рейтинг 2020      | 3 1-го по 2-те   | Швейцарія (SUI) Італія (ITA) | 3              |
| Олімпійський кваліфікаційний рейтинг 2020      | 3 3-го по 7-те   | Франція (FRA) Бразилія (BRA) Нідерланди (NED) Іспанія (ESP) Німеччина (GER) | 2              |
| Олімпійський кваліфікаційний рейтинг 2020      | 3 8-го по 21-те  | Чехія (CZE) Австрія (AUT) Канада (CAN) Данія (DEN) США (USA) Бельгія (BEL) Росія (RUS) ПАР (RSA) Нова Зеландія (NZL) Польща (POL) Норвегія (NOR) Греція (GRE) Угорщина (HUN) Румунія (ROU) | 1              |
| Чемпіонат Африки 2019                          | 1                | Намібія (NAM) | 1              |
| Панамериканський чемпіонат 2019                | 1                | Мексика (MEX) | 1              |
| Чемпіонат Азії 2019                            | 1                | Китай (CHN) | 1              |
| Чемпіонат світу з маунтінбайку 2019 (elite)    | 3 1-го по 2-те   | Австралія (AUS) Ізраїль (ISR) | 1              |
| Чемпіонат світу з маунтінбайку 2019 (under-23) | 3 1-го по 2-те   | Чилі (CHI) Велика Британія (GBR) | 1              |
| Загалом                                        |                  | | 38             |

### маунтінбайк (жінки)
| Дисципліна                                     | Місця за країною | Кваліфікувались | Квот на країну |
| ---------------------------------------------- | ---------------- | --- | -------------- |
| Країна-господарка                              | Н/Д              | Японія (JPN) | 1              |
| Олімпійський кваліфікаційний рейтинг 2020      | 3 1-го по 2-те   | Швейцарія (SUI) США (USA) | 3              |
| Олімпійський кваліфікаційний рейтинг 2020      | 3 3-го по 7-те   | Нідерланди (NED) Канада (CAN) Франція (FRA) Данія (DEN) Німеччина (GER) | 2              |
| Олімпійський кваліфікаційний рейтинг 2020      | 3 8-го по 21-те  | Велика Британія (GBR) Італія (ITA) ПАР (RSA) Польща (POL) Україна (UKR) Чехія (CZE) Бельгія (BEL) Австрія (AUT) Аргентина (ARG) Естонія (EST) Бразилія (BRA) Угорщина (HUN) Іспанія (ESP) Австралія (AUS) | 1              |
| Чемпіонат Африки 2019                          | 1                | Намібія (NAM) | 1              |
| Панамериканський чемпіонат 2019                | 1                | Мексика (MEX) | 1              |
| Чемпіонат Азії 2019                            | 1                | Китай (CHN) | 1              |
| Чемпіонат світу з маунтінбайку 2019 (elite)    | 3 1-го по 2-те   | Словенія (SLO) Швеція (SWE) | 1              |
| Чемпіонат світу з маунтінбайку 2019 (under-23) | 3 1-го по 2-те   | Португалія (POR) Росія (RUS) | 1              |
| Загалом                                        |                  | | 38             |

## BMX

### BMX-гонка (чоловіки)
| Дисципліна                               | Місця за країною | Кваліфікувались                                                                                | Квот на країну |
| ---------------------------------------- | ---------------- | ---------------------------------------------------------------------------------------------- | -------------- |
| Країна-господарка                        | Н/Д              | Японія (JPN)                                                                                   | 1              |
| Олімпійський кваліфікаційний рейтинг UCI | 3 1-го по 2-те   | Франція (FRA) Нідерланди (NED)                                                                 | 3              |
| Олімпійський кваліфікаційний рейтинг UCI | 3 3-го по 5-те   | США (USA) Швейцарія (SUI) Колумбія (COL)                                                       | 2              |
| Олімпійський кваліфікаційний рейтинг UCI | 3 6-го по 11-те  | Австралія (AUS) Велика Британія (GBR) Аргентина (ARG) Бразилія (BRA) Еквадор (ECU) ПАР (RSA)** | 1              |
| Індивідуальний рейтинг BMX UCI           | 3 1-го по 3-те   | Норвегія (NOR) Канада (CAN) Олімпійський комітет Росії (ROC)                                   | 1              |
| Перерозподіл квот з чемпіонату світу     | 3 1-го по 2-те   | Італія (ITA) Латвія (LAT)                                                                      | 1              |
| Загалом                                  |                  |                                                                                                | 24             |

### BMX-гонка (жінки)
| Дисципліна                               | Місця за країною | Кваліфікувались                                                                            | Квот на країну |
| ---------------------------------------- | ---------------- | ------------------------------------------------------------------------------------------ | -------------- |
| Країна-господарка                        | Н/Д              | Японія (JPN)                                                                               | 1              |
| Олімпійський кваліфікаційний рейтинг UCI | 3 1-го по 2-те   | Нідерланди (NED) США (USA)                                                                 | 3              |
| Олімпійський кваліфікаційний рейтинг UCI | 3 3-го по 5-те   | Франція (FRA) Олімпійський комітет Росії (ROC) Австралія (AUS)                             | 2              |
| Олімпійський кваліфікаційний рейтинг UCI | 3 6-го по 11-те  | Колумбія (COL) Бразилія (BRA) Нова Зеландія (NZL) Данія (DEN) Швейцарія (SUI) Канада (CAN) | 1              |
| Індивідуальний рейтинг BMX UCI           | 3 1-го по 3-те   | Велика Британія (GBR) Еквадор (ECU) Латвія (LAT)                                           | 1              |
| Перерозподіл квот з чемпіонату світу     | 3 1-го по 2-те   | Бельгія (BEL) Німеччина (GER)                                                              | 1              |
| Загалом                                  |                  |                                                                                            | 24             |

### BMX-фрістайл (чоловіки)
| Дисципліна                                 | Місця за країною | Кваліфікувались                                                                      | Квот на країну |
| ------------------------------------------ | ---------------- | ------------------------------------------------------------------------------------ | -------------- |
| Країна-господарка                          | Н/Д              | Японія (JPN)                                                                         | 1              |
| Олімпійський кваліфікаційний рейтинг UCI   | 1                | США (USA)                                                                            | 2              |
| Олімпійський кваліфікаційний рейтинг UCI   | 3 2-го по 5-те   | Австралія (AUS) Олімпійський комітет Росії (ROC) Велика Британія (GBR) Франція (FRA) | 1              |
| Чемпіонат світу з міського велоспорту 2019 | 3 1-го по 2-те   | Венесуела (VEN) Коста-Рика (CRC)                                                     | 1              |
| Загалом                                    |                  |                                                                                      | 9              |

### BMX-фрістайл (жінки)
| Дисципліна                                | Місця за країною | Кваліфікувались                                                                        | Квот на країну |
| ----------------------------------------- | ---------------- | -------------------------------------------------------------------------------------- | -------------- |
| Країна-господарка                         | Н/Д              | Японія (JPN)                                                                           | 1              |
| Олімпійський кваліфікаційний рейтинг UCI  | 1                | США (USA)                                                                              | 2              |
| Олімпійський кваліфікаційний рейтинг UCI  | 3 2-го по 5-те   | Німеччина (GER) Велика Британія (GBR) Швейцарія (SUI) Олімпійський комітет Росії (ROC) | 1              |
| 2019 UCI Urban Cycling World Championship | 3 1-го по 2-те   | Чилі (CHI) Франція (FRA)                                                               | 1              |
| Загалом                                   |                  |                                                                                        | 9              |